# Ardonea morio
Ardonea morio är en fjärilsart som beskrevs av Walker 1854. Ardonea morio ingår i släktet Ardonea och familjen björnspinnare. Inga underarter finns listade i Catalogue of Life.